# B.Y.O.B.
B.Y.O.B. ("Bring Your Own Bombs") — це пісня гурту «System of a Down», яка була видана першим синглом з четвертого альбому гурту Mezmerize, у 2005 році. Як і їхня попередня пісня «Boom!», вона була написана на знак протесту проти війни в Іраку.

## Нагороди
B.Y.O.B. виграла категорію «Найкраще хард-рок виконання» на церемонії вручення премії «Греммі» 2006 року.

## Трек-лист
| #  | Назва                          | Автор слів                 | Автор музики                 | Тривалість |
| -- | ------------------------------ | -------------------------- | ---------------------------- | ---------- |
| 1. | «B.Y.O.B.» (нецензурна версія) | Серж Танкян, Дарон Малакян | Дарон Малакян                | 4:15       |
| 2. | «Forest» (Live)                | Серж Танкян, Дарон Малакян | Дарон Малакян                | 5:12       |
| 3. | «Prison Song» (Live)           | Серж Танкян, Дарон Малакян | Дарон Малакян                | 3:32       |
| 4. | «Sugar» (Live)                 | Серж Танкян                | Шаво Одадж'ян, Дарон Малакян |            |